# Saint-Cyr-la-Rosière
Saint-Cyr-la-Rosière è un comune francese di 262 abitanti situato nel dipartimento dell'Orne nella regione della Normandia.

## Società

### Evoluzione demografica
Abitanti censiti